# Czarny Las (Częstochowa)
Pour les articles homonymes, voir Czarny Las.
Czarny Las (prononciation : [ˈt͡ʂarnɨ ˈlas]) est une localité polonaise de la gmina de Mykanów, située dans le powiat de Częstochowa en voïvodie de Silésie.